# هنري تيلر
هنري تيلر (بالنرويجية البوكمول: Henry Tiller)‏ (14 يونيو 1914 – 1 يناير 1999) هو ملاكم نرويجي راحل، مثّل بلاده في الألعاب الأولمبية الصيفية 1936.

## روابط خارجية
هنري تيلر على موقع بوكس ريك (الإنجليزية) (registration required)
- هنري تيلر على موقع أوليمبيديا (الإنجليزية)